# Cầu Hangang
Cầu Hangang (Tiếng Hàn: 한강대교) nghĩa là cầu sông Hán, đi qua sông Hán ở Seoul, Hàn Quốc. Nó kết nối các quận Yongsan-gu ở phía bắc và Dongjak-gu ở phía nam, và băng qua đảo nhân tạo Nodeulseom. Cây cầu có tám làn xe lưu thông.
Cơ quan Khí tượng Hàn Quốc cho rằng sông Hán sẽ bị đóng băng khi đoạn nước dài 100 mét giữa trụ thứ hai và thứ tư của nhịp phía nam bị đóng băng.

## Lịch sử
Kế hoạch làm cầu đường bộ không thành hiện thực cho đến năm 1917, khi cây cầu ban đầu đã mở. Nó đã bị hư hại bởi một trận lũ lụt vào tháng 7 năm 1925. Vào tháng 10 năm 1935, một nhịp thứ hai được xây dựng và các đường ray xe điện được bổ sung.
Không lâu sau khi Chiến tranh Triều Tiên bùng nổ, quân đội Hàn Quốc đã ném bom cây cầu trong nỗ lực làm chậm lực lượng xâm lược, vì đây là con đường duy nhất băng qua sông. Nem bom cầu Hangang đã giết chết khoảng 500 đến 1.000 người, chủ yếu là những người tị nạn dân sự đã không được thông báo về kế hoạch để tiêu diệt cây cầu. Cây cầu đã không được khôi phục hoàn toàn cho đến năm 1954.
Năm 1982 các làn đường bổ sung đã được thêm vào, và nó được đổi tên thành Cầu Hangang.